# ワーガ

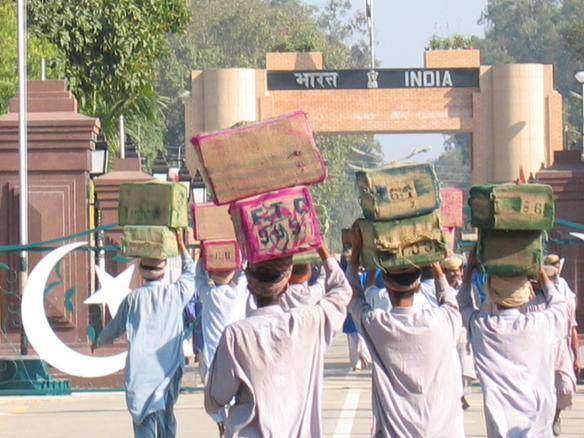
荷物を持って国境を超える人々

ワーガ（ウルドゥー語: واہگہ、パンジャーブ語: ਵਾਘਾ，ヒンディー語:वाघा，英語: Wagah）は、インドとパキスタンとの間の陸路国境で唯一開かれている検問所であり、大幹道上の、インドのアムリトサルとパキスタンのラホールとの間にある。ワーガそのものは小さな村であり、両国が分離・独立した1947年に、新たに国境となったラドクリフ線によって2つに分断された。村の東半分はインドに、西半分はパキスタンに属している。

## ワーガ国境
ワーガの国境は、よく「アジアのベルリンの壁」と呼ばれ、毎日夕刻になると「我が国旗の降納」と呼ばれる儀礼が行われるインド＝パキスタン国境の一部分である。儀礼時には、インド国境警備隊（B.S.F.）と、パキスタン・レンジャーズ所属の兵士による、力強くスリリングなパレードが行われる。儀礼は攻撃的で、よそ者から見れば敵対的とすら映るが、国境の両側に観客席を設けて、集まってくる群衆に見せるためのエンターテイメントである。両国の兵士らは色鮮やかなターバンと制服を身にまとい、痛快なショーを披露する。両国の係員は、普段は日常的に発生する問題の処理のために、相手国の事務所を訪れることは普通に行われている。長年にわたって、この国境で起こってきた出来事の数々は、インドとパキスタンの関係を象徴するバロメーターであり続けている。
ラホールとデリーとを結ぶ鉄道を通るサムジャウタ急行は、ワーガから5キロメートルのところにあるインド側の終端駅であるアッタリから、ワーガの国境を通過していく。インドの道路、ナショナル・ハイウェー1号線はここを起点としており、インド・パキスタン関係の改善によって、パンジャーブ地域ではアムリトサルとラホールとの間では2004年からデリー＝ラホール・バスが運行されている。

## 歴史
イギリス領インド帝国時代、ワーガの村はパンジャーブ州の一部であった。1947年にインドとパキスタンとを隔てる分割線が村を2分してしまった。
1947年のインド・パキスタン分離独立以降、ワーガは唯一の道路国境であり、運搬人たちはここを通って両国間の荷物を運んだ。1999年にカシミールでシュリーナガル＝ムザッファラバード・バスのためにAman Setu橋が開通するまで、ワーガは唯一の道路国境であった。
2001年8月14日と15日、それぞれパキスタンとインドの独立記念日にあたる日には、キャンドル・ライト・セレモニーが催され、パキスタン側から4万人、インド側からは1万5千人が参加し、両国間の信頼回復が進められたことによる両国民の大衆感情を反映したものとなった。以降の年にも、キャンドル・ビジルや深夜の平和式典などが催された。
両国間の交通量の増大に伴い、インド・パキスタン間の交易促進のための国境拡張を求める声が高まった。2001年-2002年の印パ関係の一時的な悪化後、3年を経た2005年3月には、インド国境治安部隊とパキスタン・レンジャー部隊の代表者が会合を持ち、国境問題に関して話し合われた。
2005年3月、パキスタンは国内市場での流通のために、特定の食料品5品目に関して、ワーガの国境での関税免除を認め、2006年10月1日には両国が独立して以降60年間で初めて、貨物を積んだトラックが国境通過を通過し、それまで手作業で荷物を運んでいた運搬人（インド人1300人、パキスタン人1400人）は、トラックからの荷降ろしのために再雇用された。トラックによる国境通過が認められて以降、2007年には金額にして13億ドルであった貨物通過量は、2010年には100億ドルを超えるものと予想されており、両国関係の浮沈に関わらず国境を越えての交易は活性化している。
毎日平均して8千人の観衆がインド側に集まっており、政府はワーガの観光開発を進め、観光と物流施設を整備する計画である。インド政府は、アムリトサルから30キロメートルの距離にあるワーガ、アッタリ国境地帯に国際的な観光複合施設を計画している。
両国関係の改善によって、夕刻の儀礼のトーン・ダウンについてインド国境警備隊とパキスタン・レンジャーズとの間で会合が持たれ、両部隊の隊員が行う儀礼の趣向変化に取り組み始め、2006年11月からはより攻撃性の少ないものへと変更された。